# Citroën Xsara
O Citroën Xsara (pronuncia-se ki-ça-ra) é um carro do segmento médio produzido pelo construtor francês Citroën desde 1997 a 2006. 
Tal como o seu predecessor, o Citroën ZX, o Xsara é baseado na mesma plataforma doutro modelo do grupo PSA, o Peugeot 306.
Quando foi lançado o Xsara tinha uma versão de 3 portas e uma de 5 portas só posteriormente foi lançada a versão Break. Em 1999 foi lançada a minivan da família a Xsara Picasso, que na prática era um novo carro, em que dividiam componentes, tinham o mesmo nome e o mesmo volante.
Aquando do restyling em 2000, o Xsara para além dos pormenores estéticos recebeu significativos melhoramentos ao nível da segurança.
Em 2006 o Xsara deixou de ser produzido e foi substituído pelo Citroën C4.
No Brasil, o Xsara chegou em 1998 com modelos cupê, hatch e perua, e versões GLX, Exclusive e VTS, com motores 1.6 16v 110cv, 1.8 8v 98cv, 1.8 16v 115cv, 2.0 16v 137cv e 2.0 16v 167cv, esse último do modelo esportivo da gama, o Xsara foi um carro de sucesso no Brasil, figurava várias vezes entre os mais vendidos do segmento. Depois em 2000 foi lançada a minivan da gama, o Xsara Picasso com versões GLX e Exclusive, com motorização 1.6 16v 110cv e 2.0 16v de 137cv.
Entre 1997 e 2006 foram produzidas 3,3 milhões de unidades do Citroën Xsara.

## Citroën Xsara WRC

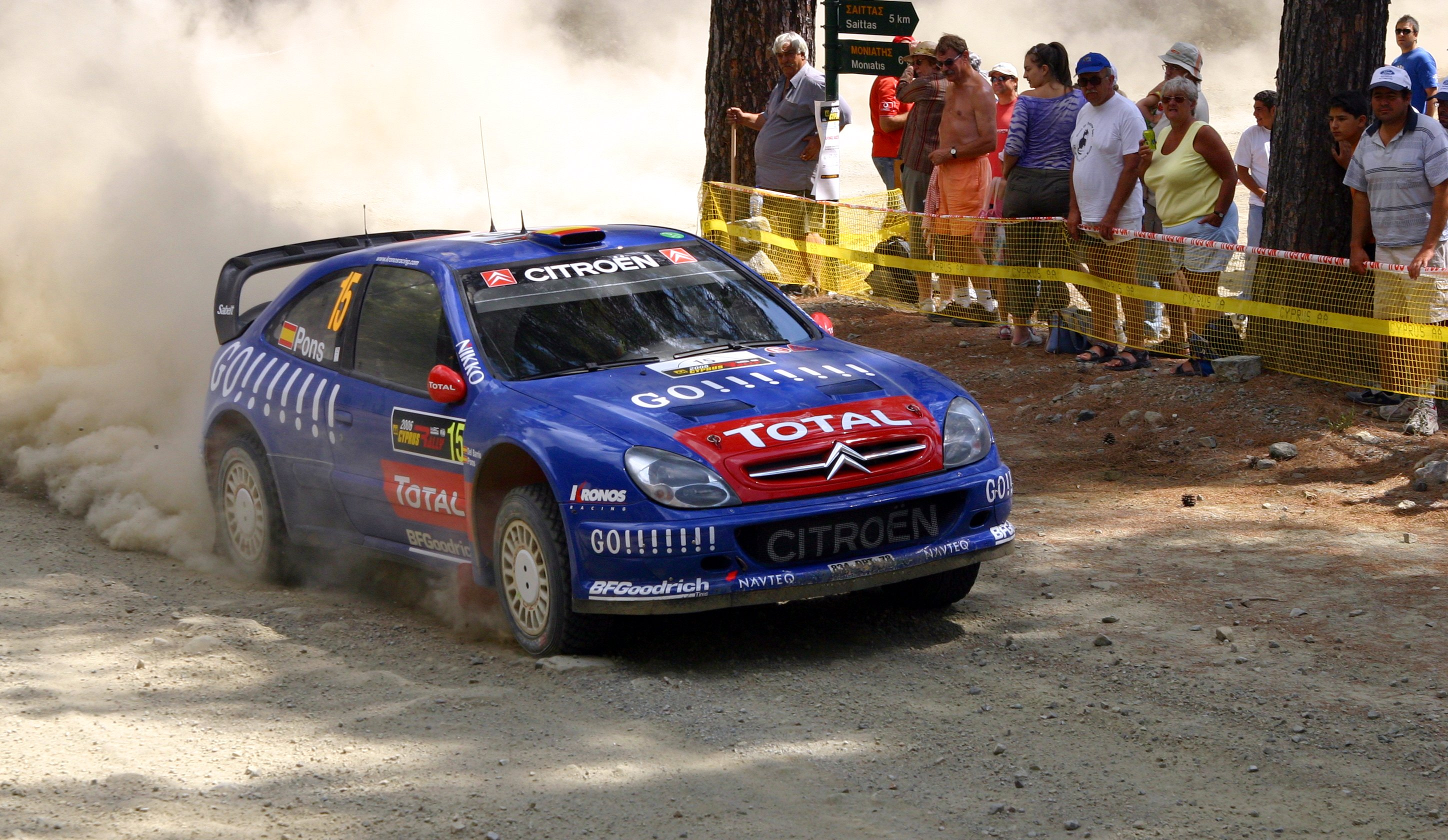
Citroën Xsara WRC em 2006.

O Xsara World Rally Car, um dos mais bem sucedidos carros do Campeonato Mundial de Rali, embora tivesse por base o modelo de fábrica, as suas semelhanças eram praticamente inexistentes.
O piloto francês Sébastien Loeb ao volante do Xsara World Rally Car venceu 28 provas, 3 campeonatos de pilotos consecutivos e ajudou ainda a Citroën a conquistar o 3º título consecutivo no Mundial de Construtores para Citroën.
O Xsara WRC foi substituído pelo Citroën C4 WRC.